# Дарио Витез
Дарио Витез (хрв. Dario Vitez; Загреб, 17. јануара 1973) хрватски је музички менаџер, стручњак за односе са јавношћу, музички продуцент и дизајнер. Најпознатији је као музички менаџер, извршни продуцент и водитељ односа с јавношћу рок групе Забрањено пушење.

## Биографија
Витез је рођен и одрастао у Загребу. Средњу школу, XV. загребачку гимназију, је завршио 1991. године. Такође, учио је свирати кларинет у основној музичкој школи. Витез је 1996. године постао апсолвент бродоградње на загребачком Факултету машинства и бродоградње, али никада није дипломирао. Године 1996. је основао властиту агенцију за концерте и односе са јавношћу, под називом Дик-концерт.

### Забрањено пушење
Од 1997. године, Витез је извршни продуцент, водитељ односа са јавношћу и тур менаџер рок групе Забрањено пушење, формиране 1980. године у Сарајеву.
Као извршни продуцент, Витез је радио на свим издањима Забрањеног пушења од 1998. године, као што су Хапси све! (1998), Агент тајне силе (1999), Бог вози Мерцедес (2001), Лајв ин Сент Луис (2004), Ходи да ти чико нешто да (2006), Музеј Револуције (2009), Радови на цести (2013), Шок и невјерица (2018) и Karamba! (2022). Сем тога, дизајнирао је омоте на три албума: Хапси све!, Агент тајне силе и Бог вози Мерцедес.
Године 1997. Витез је организовао два гостовања Рамба Амадеуса на концертима Забрањеног пушења у Сарајеву везаним за промоцију албума Филџан вишка (1996). То су били први послијератни наступи једног српско-црногорског уметника на подручју Федерације БиХ.

### Рад с другим музичарима
Витез је био организатор концерта и водитељ односа са јавношћу за Хрватску српске рок групе Бајага и инструктори од 2004. до 2009. године. Организовао је 24. новембра 2004. године концерт у Дому спортова у Загребу поводом њихове 20. годишњице рада. Поводом изласка њиховог студијског албума Шоу почиње у поноћ (2005) организовао је два велика концерта у Хрватској, у арени Грипе у Сплиту 29. децембра 2005. године и у Дому спортова у Загребу 27. априла 2006. године. Након тога, у 2009. години одржана су два концерта поводом 25. годишњице рада бенда и то у Цибони у Загребу, 20. и 21. новембра.
Витез је био и менаџер члан тима везано уз промоцију и представљање босанског рок певача Елвира Лаковића "Лаке", представника Босне и Херцеговине на Песми Евровизије 2008. године. Од 2008. до 2010. године је био Лакин ексклузивни представник за регион некадашње Југославије, сем БиХ. Такође, Витез је био ексклузивни боокинг агент љубљанског ноћног клуба "Цветличарна" од 2007. до 2009. године. На дан 4. јуна 2009. године, Витез је организовао концерт у Љубљани рок групе Прљаво казалиште поводом 30. годишњице рада бенда.
Од 1996. године организовао је или договорио концерте за многе рок, реп и поп музичаре као што су: Паблик енеми, Дарко Рундек, Дино Дворник, Кемал Монтено, Хладно пиво, Влатко Стефановски, Плави оркестар, Мајке, КУД Идијоти, Лачни Франц, Психомодо поп, Колонија, Мостар севдах рејунион, Есма Реџепова, и многи други.

## Награде
Витез је добитник дискографске награде Даворин 2002. године за ликовно обликовање албума групе Забрањено пушење Бог вози Мерцедес заједно са Срђаном Велимировићем, као и награде Даворин 2003. године за најбољи музички веб-сајт.